# Jamie Arnold
Jamie Arnold (Detroit, Michigan, 10 de març de 1975) és un exjugador de bàsquet nord-americà amb passaport israelià, que va jugar de forma professional durant 14 temporades.
Després d'estar tres temporades als Wichita State de l'NCAA, va passar per diferents lligues europees, com la belga, la israeliana, la francesa, la xipriota i l'eslovena (on va ser subcampió de la ULEB amb el Krka Novo Mesto), abans de jugar a l'espanyola en el Joventut de Badalona. Va arribar a Badalona la temporada 2003-04 i s'hi va estar dues temporades, en les que va guanyar una Copa del Rei en el seu primer any al club. Després va fitxar pel Maccabi Elite Tel-Aviv, amb qui va guanyar una lliga i va ser subcampió de l'Eurolliga.